# Traité de Tokehega
Le traité de Tokehega est un traité signé en 1980 entre la Nouvelle-Zélande et les États-Unis afin d'établir le tracé de la frontière maritime entre Tokelau et les Samoa américaines. Le traité est signé à Atafu le 2 décembre 1980. Il précise à quel pays appartiennent certaines îles, et crée une frontière définie par sept segments reliant huit points définis par leur latitude et leur longitude. Il a été signé peu après la résolution du différend frontalier entre les îles Cook et les États-Unis par le traité de délimitation de la frontière maritime entre les États-Unis et les îles Cook du 11 juin 1980. Le traité établit la souveraineté des États-Unis sur l'île Swains, qui continue néanmoins d'être revendiquée par Tokelau. Le traité est entré en vigueur le 3 septembre 1983, après avoir été ratifié par les deux États.